# Seznam izrazov rimske vojske
Seznam izrazov rimske vojske.

## A
- Agger - oblegovalni nasip
- alae - konjeniška vojaška enota
- Legijski orel (Aquila) - znamenje legije
- aquilifer - orlonoša
- armilla - odlikovanje

## B
- balista (ballista) - bojna naprava

## C
- caliga - škornji
- cataphractus
- centurija
- centurion
- cornice
- corona

## D
- diploma
- dolabra
- donativum
- draco

## E
- Vitez (Equites)
- extraordinarii (konjeniški izvidniki)

## F
- fossa
- frumentarius

## G
- gladij
- Gladius Hispaniensis
- groma

## H
- hasta pura
- hastati
- hastatus posterior
- hippica gymnasia

## I
- imago

## L
- legat
- lictor

## O
- optio

## P
- parma
- pama equestris
- phalera
- pilum
- pila
- pilus
- pilus posterior
- pluteus
- prefekt
- praefectus castrorum
- praefectus prior
- praefectus praetorio
- praefectus urbanus
- praefectus vigilum
- praetorium
- primi ordies
- primus pilus
- princeps
- princeps posterior
- princeps prior
- princepsi
- principalis
- principia
- pteriges

## Q
- quaestionarius
- quaestor
- quaestorium

## S
- scutum
- signifer
- signum
- spatha
- speculator

## Š
- škorpijon (naprava za izstrelitev velikih puščic)

## T
- tessera
- tesserarius
- testudo
- torques
- triari
- tribun
- tribunus angusticlavius
- tribunus laticlavius
- tubicen
- turma

## V
- veliti
- vexillum
- via praetoria
- via principalis
- via quintana
- vigil
- vinae